# Stelzenhof

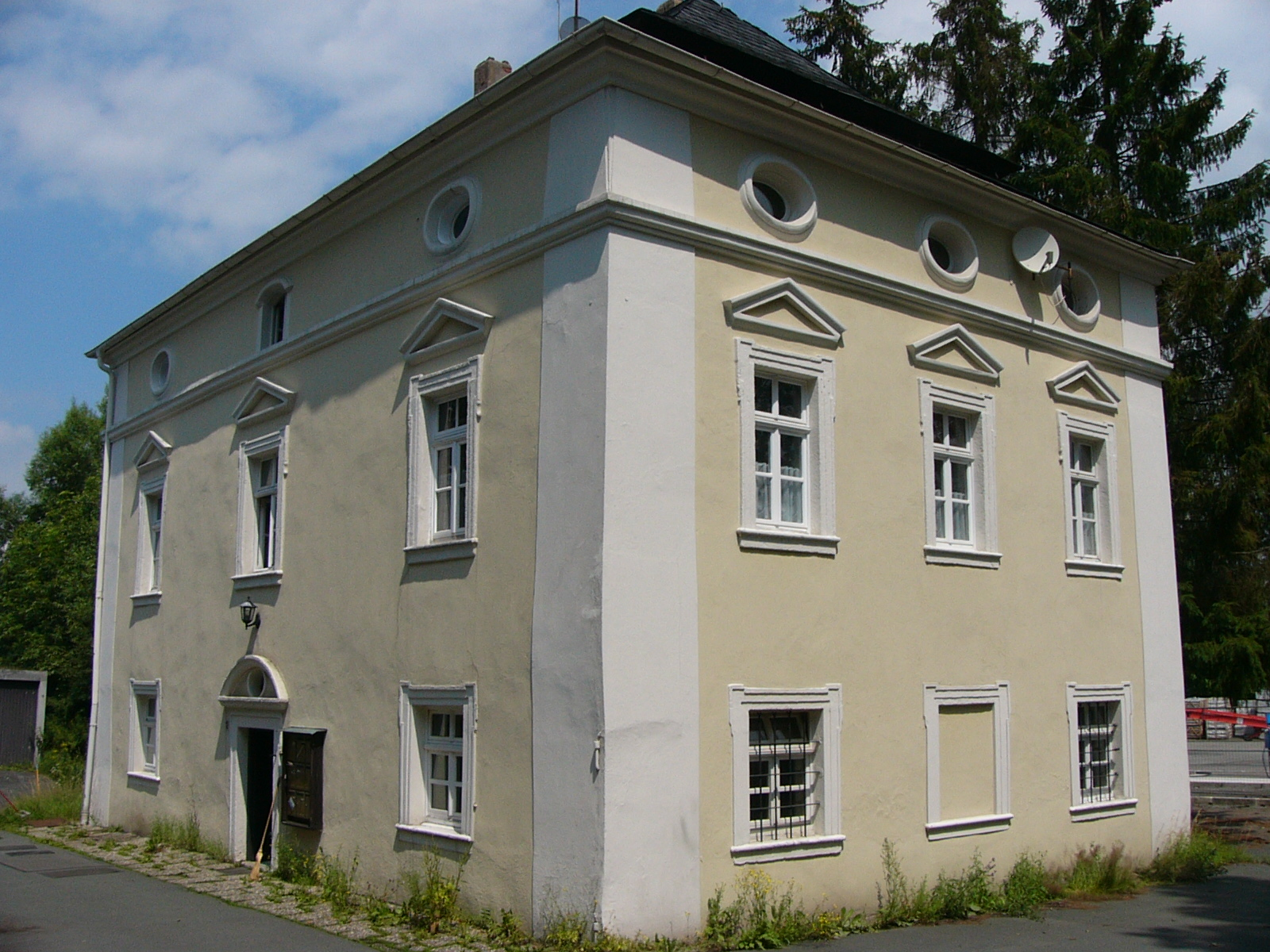
Heutige Frontansicht

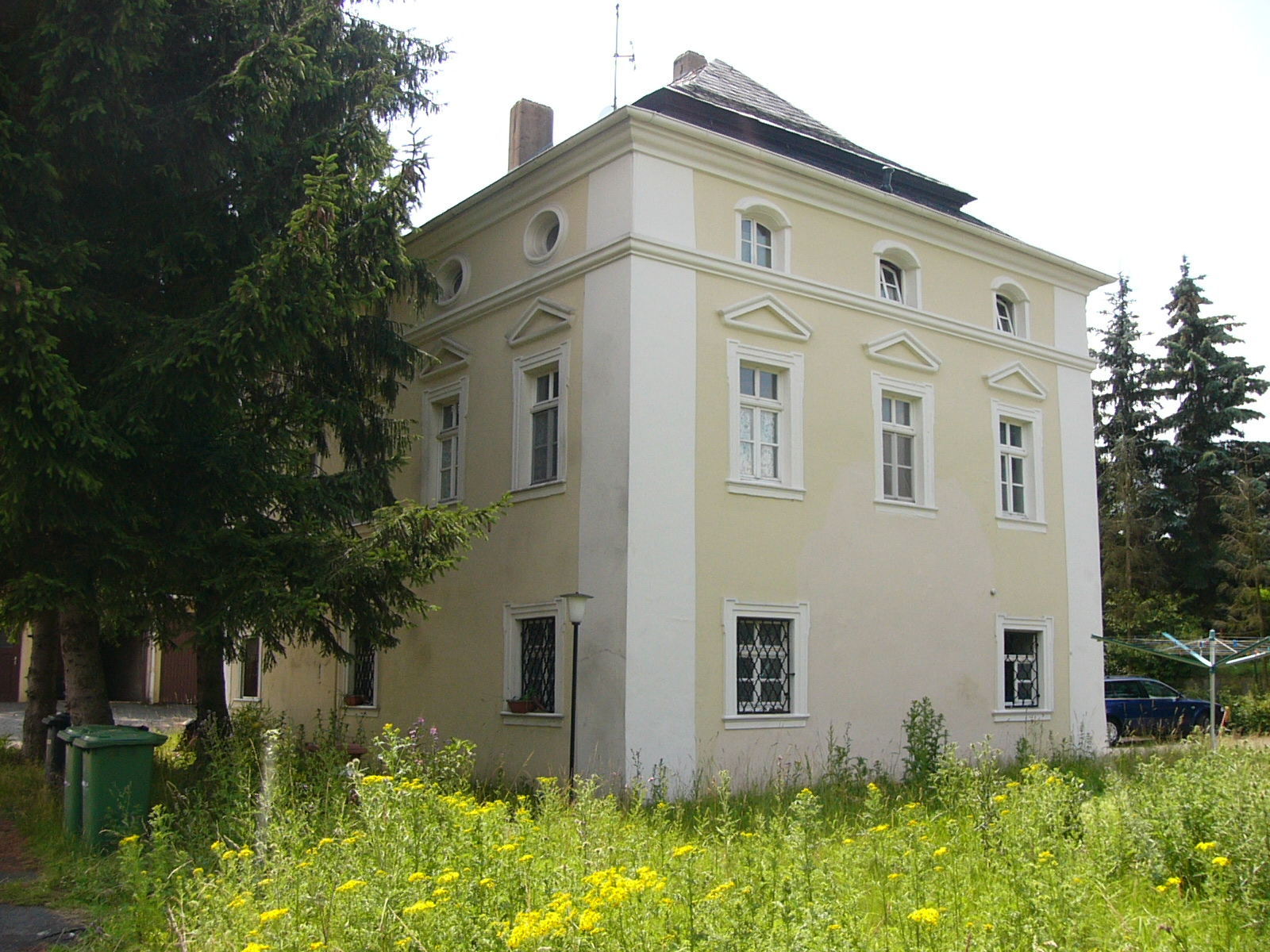
Gebäuderückseite

Der Stelzenhof, auch Groß Erlich genannt, ist ein ehemaliger herrschaftlicher Gutssitz in Moschendorf, einem Stadtteil von Hof.
Die Geschichte des Stelzenhofes beginnt 1386 als Lehen und Einzelhof der Kotzauer als „Großer Ehrlich“. Der „Kleine Ehrlich“ erhielt später den Namen Erlhof, der noch bis 1590 fortbestand. 1594 kam der Große Ehrlich durch Heirat in den Besitz der Familie Stelzner. Nach 1630 wechselten die Besitzer häufiger. Wolf Oswalt Prückner aus einer Hofer Patrizierfamilie erhielt den Hof als Ritterlehen. 1645 war er Vorwerk der Familie von Feilitzsch mit gleichnamigem Stammsitz. Spätere Besitzer waren u. a. die von Pühel und die von Drechsel.
Das spätbarocke Gebäude stammt vom Anfang des 18. Jahrhunderts. Der Bau wurde 1957 von der Stadt Hof erworben und wird heute als Wohnhaus genutzt. Er verfügt über ein zweigeschossiges Mansardwalmdach mit Attika und Hausteingliederungen. Ein imposanter barocker Kachelofen ist Ausstellungsstück im Museum Bayerisches Vogtland. Ursprünglich hatte das Gebäude auch einen Vorhof, der seit dem Mittelalter mit Wirtschaftsgebäuden bebaut war. Dieser Bereich ist als Bodendenkmal ausgewiesen. Der mit seinen Ländereien isoliert gelegene Herrenhof ging in einem der Hofer Gewerbegebiete auf, das ab 1945 erschlossen wurde, die Nebengebäude wurden abgerissen.

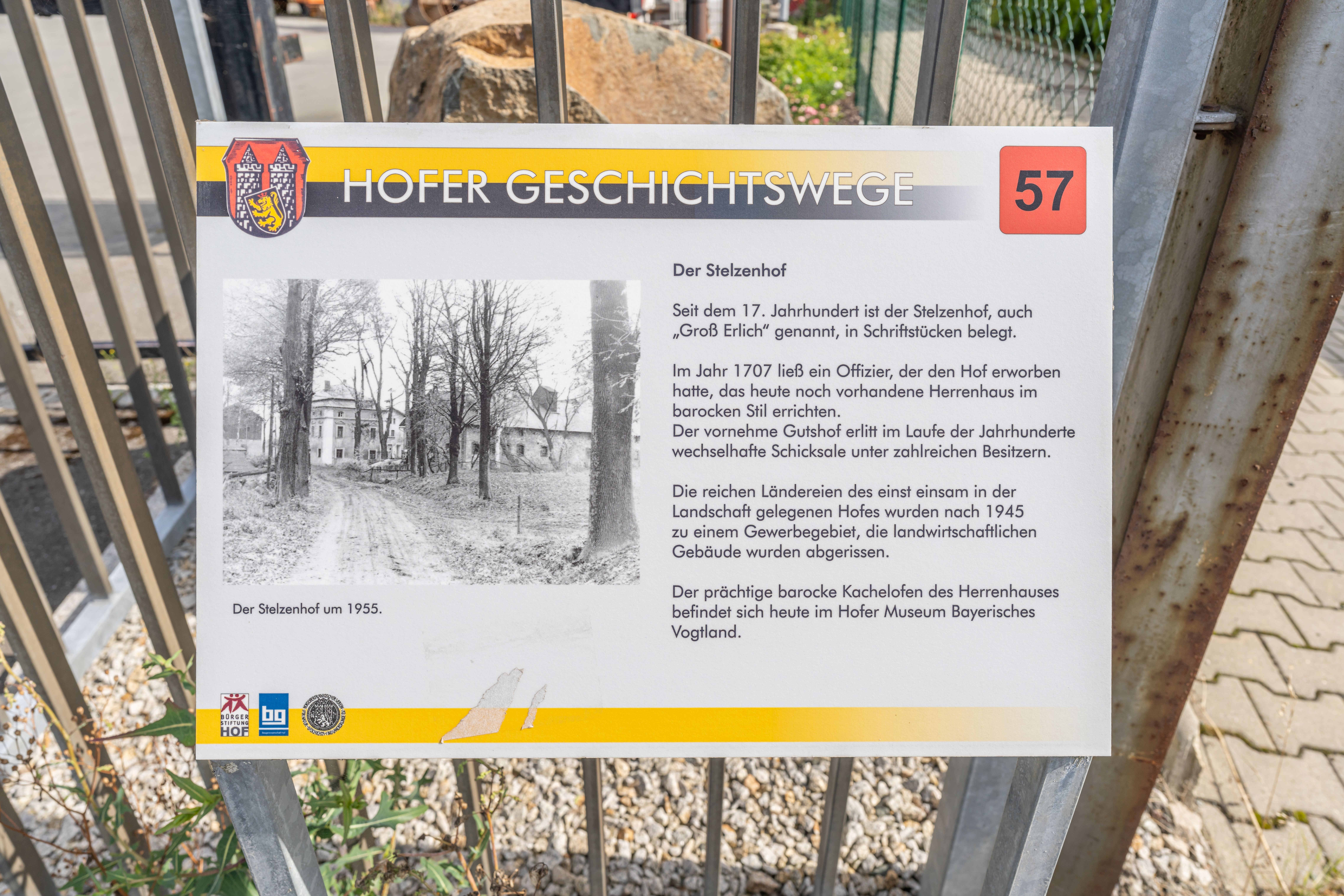
Infotafel zum Stelzenhof

Links neben der Einfahrt zum Stelzenhof befindet sich eine Tafel der Hofer Geschichtswege zum Stelzenhof.